# Kazys Šurkus
Kazys Šurkus (* 1. Märzjul. / 14. März 1907greg. in Riškaičiai, Gouvernement Kowno; † unbekannt) war ein litauischer Fußballspieler und Leichtathlet. Mit Kovas Kaunas und dem KSS Klaipėda wurde der Stürmer in den 1920er und 1930er Jahren insgesamt sechsmal Litauischer Meister.

## Karriere und Leben
Kazys Šurkus wurde im Jahr 1907 in Riškaičiai, einem Dorf der heutigen Rajongemeinde Šiauliai etwa 30 km nördlich von der litauischen Großstadt Šiauliai, geboren. Sein Heimatort gehörte zum Gouvernement Kowno, das zu dieser Zeit zum Russischen Kaiserreich gehörte. Er war Absolvent einer Sanitätsschule und war als Sanitäter tätig.
Bei den Litauischen Leichtathletikmeisterschaften belegte Šurkus im Jahr 1932 den 3. Platz im Speerwurf.
Šurkus war Unteroffizier des 6. Infanterieregiments der Litauischen Streitkräfte.
In seiner Fußballkarriere war Šurkus für die Vereine Kovas Kaunas, LFLS Kaunas und KSS Klaipėda aktiv. Dabei wurde er mit Kovas Kaunas und KSS Klaipėda jeweils dreimal Litauischer Meister. Am 30. Juni 1931 debütierte der Stürmer in der Litauischen Fußballnationalmannschaft gegen Lettland. Mit der Mannschaft nahm er im Jahr 1938 am Baltic Cup teil. Im Eröffnungsspiel des Turniers erzielte Šurkus gegen den Gastgeber Estland sein erstes und letztes Tor im Nationaltrikot.
Von 1935 bis 1939 absolvierte Šurkus insgesamt fünf Länderspiele für die Litauische Nationalmannschaft und schoss dabei ein Tor.

## Erfolge
mit Kovas Kaunas:
- Litauische Fußballmeisterschaft: 1924, 1925, 1926

mit KSS Klaipėda:
- Litauische Fußballmeisterschaft: 1930, 1937, 1938